# Алдабранска џиновска корњача
Geochelone gigantea је гмизавац из реда корњача и ова врста спада у највеће корњаче на свету. Оклоп им је браон или жутосмеђе боје са високим куполастим обликом. Ова врста има здепасте ноге са великим крљуштима и имају изузетно дугачак врат. Ова врста је по величини најсличнија галапагоској џиновској корњачи.
Мужјаци имају просечну тежину од 250 килограма, док су женке нешто лакше и имају просечну тежину од 160 килограма.
Животни век им је преко 200 година, а најдужи животни век је забележен у зоолошком врту у Калкути где је један примерак који је угинуо 2006. године достигао забележену старост од 255 година.
Од 2022. године, Џонатан, џиновска корњача са Сејшела, сматра се најстаријом живом џиновском корњачом са 192 године.

## Угроженост
Ова врста се сматра рањивом у погледу угрожености врсте од изумирања.

## Распрострањење
Ареал врсте је ограничен на мањи број држава. Врста је присутна у Мадагаскару, Танзанији и Сејшелима, где се налази главна популација. Вештачки је уведена на Маурицијусу, Реиниону и Занзибару где се налазе мање популације које се чувају у заточеништву.

## Станиште
Станиште врсте су већином слатководна подручја са ниским растињем којим се хране, док у заточеништву једу и воће као што су јабуке и банане.